# Medusa comestible

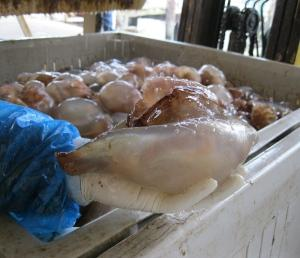
Medusa cruda en Georgia (EE. UU.) antes de secarse, conservarse y envasarse. Después del procesamiento, el producto se vende a un distribuidor de productos del mar que los envía a Japón, China y Tailandia.

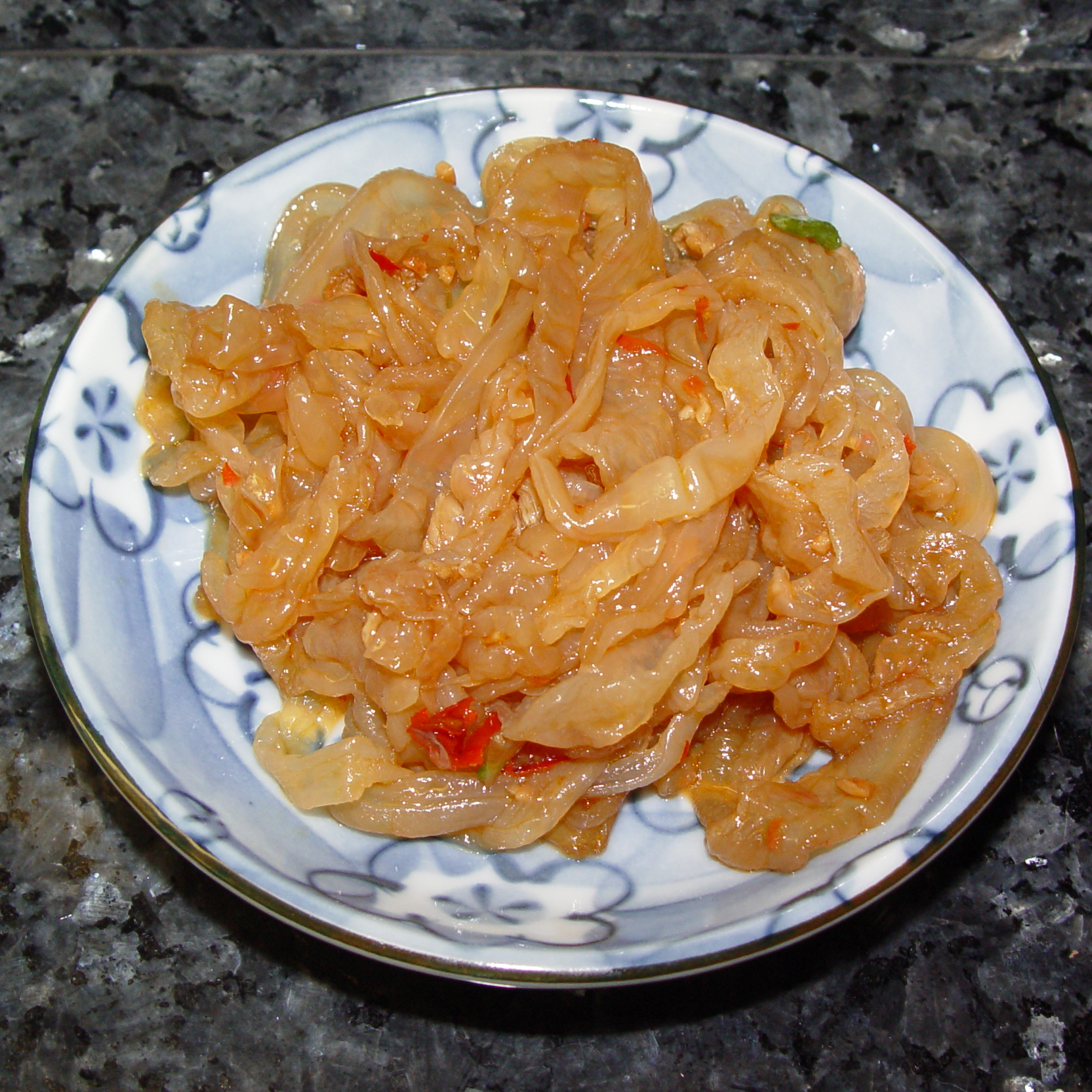
Medusa comestible preparada con aceite de sésamo y salsa de chile.

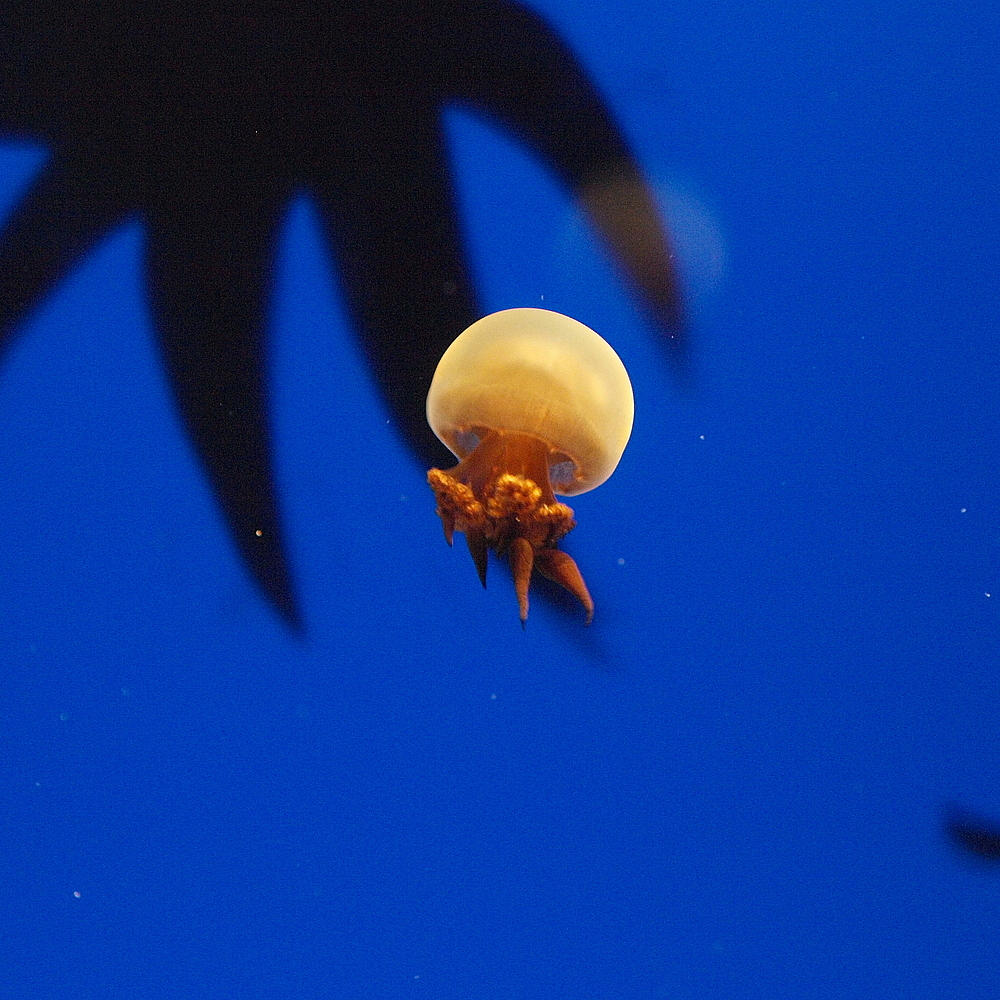
Rhopilema esculentum, especie de medusa comestible

La medusa comestible es un producto del mar que se crían y consumen en varios países asiáticos, y en algunos países asiáticos se considera un manjar. Algunas especies de medusas son aptas para el consumo humano, como la Rhopilema esculentum, y se utilizan como fuente de alimento y como ingrediente en diversos platos. La medusa comestible a menudo se transforma en un producto seco. Se pueden preparar varios tipos de alimentos y platos con medusas comestibles, incluidas ensaladas, sushi, fideos y platos principales. Existen varios métodos de preparación.

## Medusa comestible
En China, algunas especies de medusas del orden Rhizostomae capturadas en zonas costeras se han utilizado como afrodisíaco y como fuente de alimentos e ingredientes en la gastronomía china durante más de 1.700 años. La medusa bola de cañón (Stomolophus meleagris) y la medusa mosaico (Catostylus mosaicus) son especies comestibles de medusas. Cuando está viva, la medusa bola de cañón contiene toxinas que pueden causar problemas cardíacos en animales (incluidos los humanos). Rhopilema esculentum y Rhopilema hispidium son medusas comestibles, y son las más comunes consumidas en China, Japón y Corea. Otras especies de medusas comestibles incluyen Aurelia aurita, Crambionella orsini, Chrysaora pacifica, Lobonema smithi, Lobonemoides gracilis y la medusa nomura (Nemopilema nomurai). Las medusas desalinizadas listas para consumir son bajas en calorías y casi no contienen grasas, aproximadamente 5% de proteínas y 95% de agua. No tienen mucho sabor y pueden usarse para agregar textura al paladar adicional para varios platos. En algunas áreas de Asia, las medusas están «asociadas con la disminución del dolor óseo y muscular».

## Producción
En 2001, la cosecha anual mundial de medusas comestibles se estimó en alrededor de 321.000 toneladas. Los países más destacados involucrados en la producción de medusas comestibles son Birmania, China, Indonesia, Corea, Malasia, Filipinas y Tailandia. En China, las larvas de medusa se crían en estanques antes de ser liberadas como juveniles en el mar para crecer y madurar. En el Sudeste asiático, las especies comestibles de medusas se pueden cosechar utilizando varias redes como redes de deriva, redes de cuchara, redes de arrastre y redes manuales, anzuelos y redes de playa. En 2001, la captura anual estimada en el Sudeste asiático en peso neto fue de alrededor de 169.000 toneladas. La cantidad de medusas capturadas anualmente en esta región puede variar significativamente, y la temporada de pesca para ellas es relativamente corta, de dos a cuatro meses.

## Procesamiento
Los métodos tradicionales de procesamiento de medusas en un producto alimenticio seco pueden llevar una cantidad considerable de tiempo, entre 19 y 37 días. Una técnica de procesamiento común es la preservación de las medusas, que pueden utilizar el curado con sal para lograr esto, creando un producto terminado seco. Algunas medusas comestibles procesadas comercialmente se colocan en láminas secas. El proceso de producción de medusas deshidratadas generalmente incluye la eliminación de los tentáculos antes del secado, porque el área del domo superior del animal marino es la parte que generalmente se usa para cocinar.
Las medusas se deterioran rápidamente a temperatura ambiente, por lo que el procesamiento comienza poco después de su captura. La campana se separa de los brazos orales colgantes y ambos se lavan con agua de mar antes de rasparlos para eliminar las gónadas y la mucosidad. La deshidratación se lleva a cabo tradicionalmente rociando las medusas con sal de mesa y alumbre de potasio, drenando la salmuera y repitiendo el proceso. Finalmente, las medusas se apilan para drenar, se giran varias veces y se dejan secar. Todo el proceso lleva de tres a seis semanas y da como resultado un producto con aproximadamente 65% de humedad y 20% de sal. El alumbre reduce el pH y sirve para reafirmar la textura, mientras que la sal elimina el agua y evita el deterioro microbiano. En Malasia y Tailandia, se agrega un poco de bicarbonato de sodio durante el procesamiento, lo que facilita la deshidratación y aumenta la nitidez.

## Consumo
La medusa se consume en varios países asiáticos. En 2001, se informó que Japón había importado anualmente entre 5.400 y 10.000 toneladas de medusas comestibles de Indonesia, Malasia, Myanmar, Filipinas, Singapur, Tailandia y Vietnam. Las medusas deshidratadas y en escabeche se consideran un manjar en varios países asiáticos, incluidos China, Corea, Taiwán, Vietnam y Japón. Un método de preparación con medusas deshidratadas consiste en rehidratar el producto sumergiéndolo en agua durante varias horas y luego sancocharlo, enjuagarlo y rebanarlo.

### Riesgos para la salud
El consumo de echizen kurage es potencialmente peligroso si la parte tóxica no se limpia y cocina completamente.

### Platos
La ensalada de medusas, un plato popular en algunas áreas de Asia, se puede preparar con medusas marinadas en frío y en rodajas finas. Algunas aerolíneas asiáticas sirven ensalada de medusas como parte de la tarifa de comida de su aerolínea. El sushi de medusas se consume en Japón. En Tailandia, se produce un estilo crujiente de fideos con medusas.  La compañía japonesa Tango Jersey Dairy produce un helado de vainilla y medusa.  El helado se prepara usando las medusas nomura (echizen kurage en japonés), e involucra remojar cubos de las medusas en cubos en la leche. Se ha descrito como «ligeramente duro». Otra reacción a la floración de medusas japonesa de Nomura en 2009, los estudiantes en Obama, Fukui diseñaron un polvo de medusa Nomura para ser utilizado para hacer dulces de caramelo como parte de un sistema de gestión de seguridad alimentaria diseñado por la NASA establecido en la escuela.

Platos con medusa
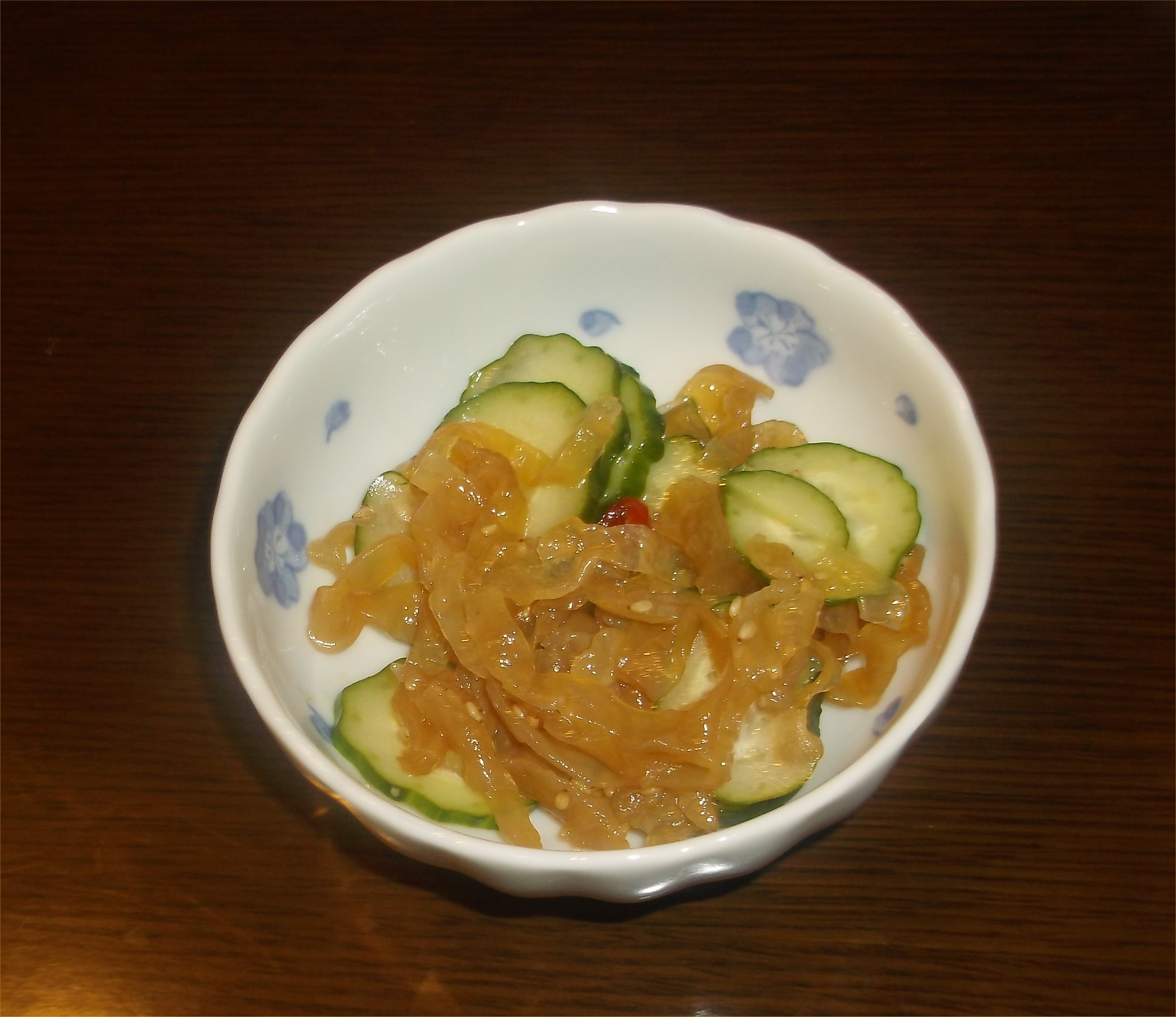
Ensalada de medusa
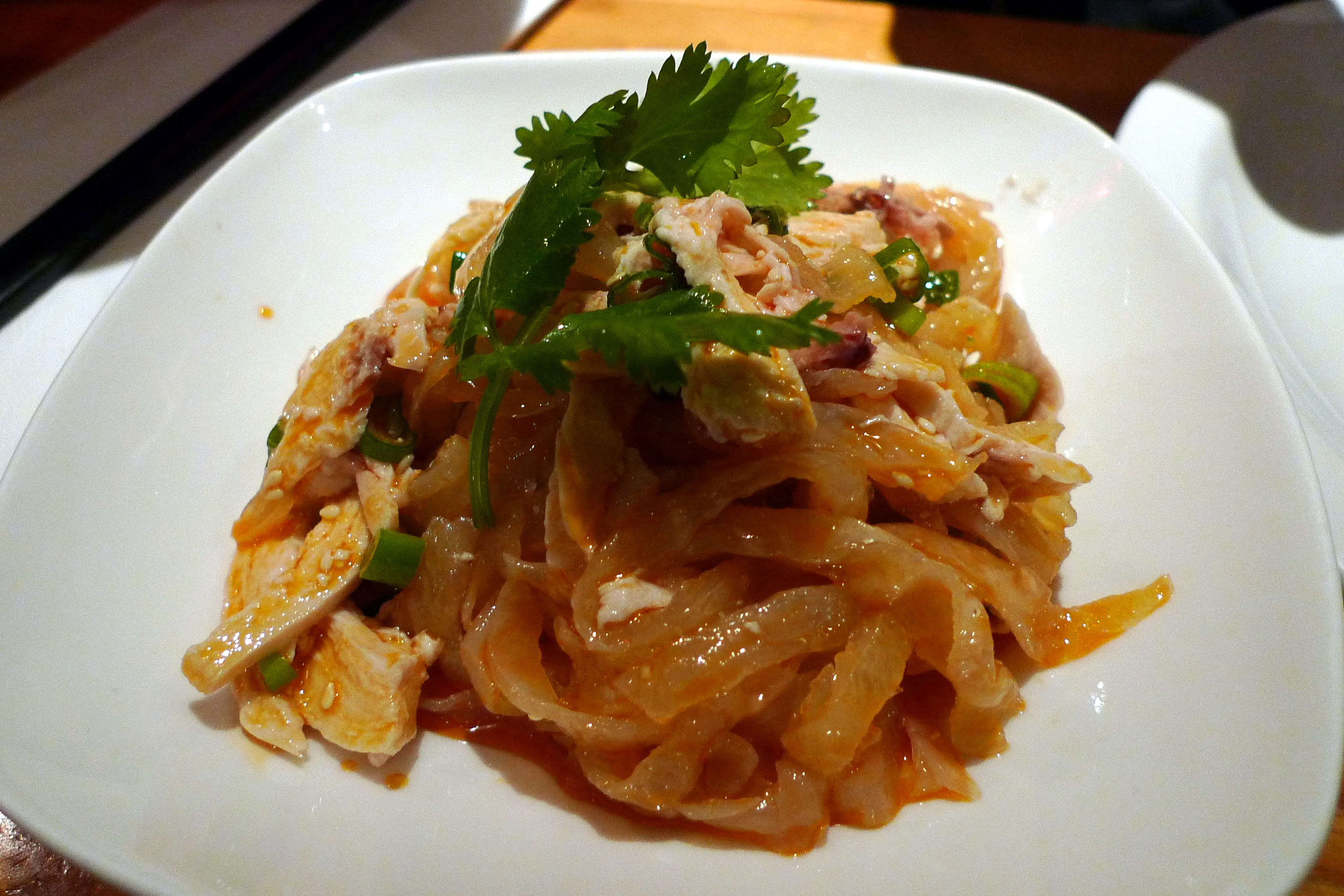
Plato de medusa con pollo
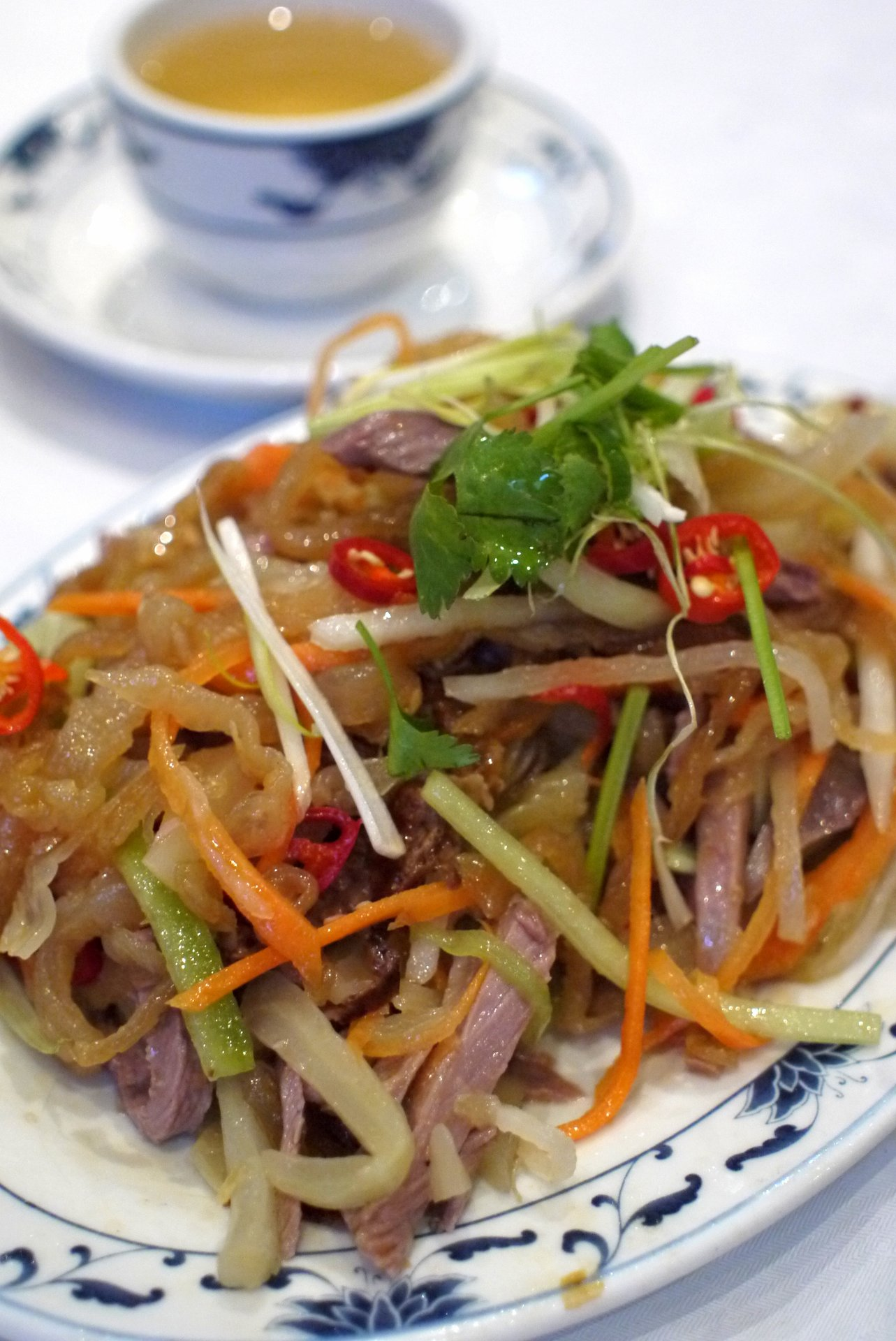
Ensalada de pato asado y medusa
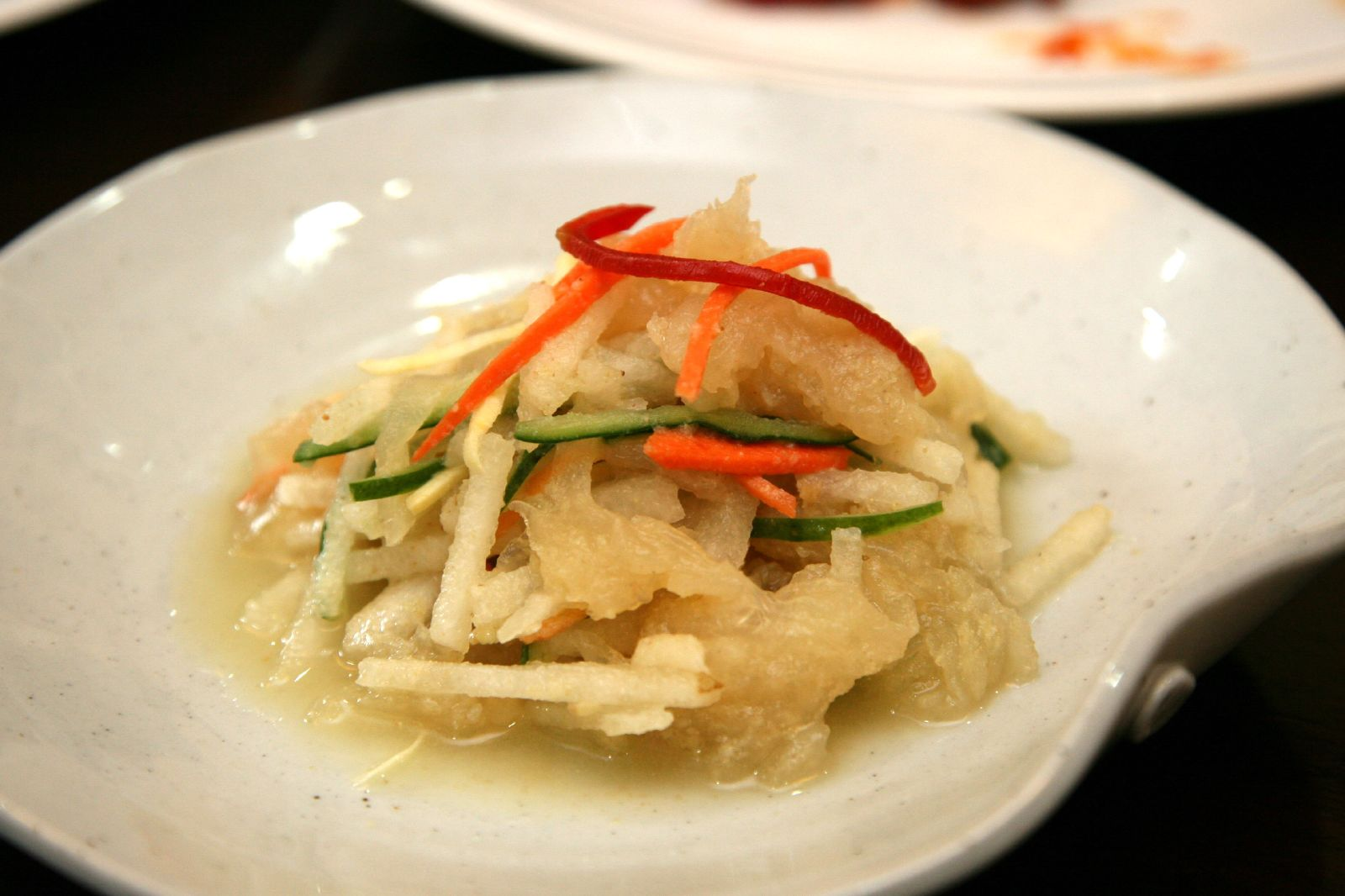
Plato coreano con medusa
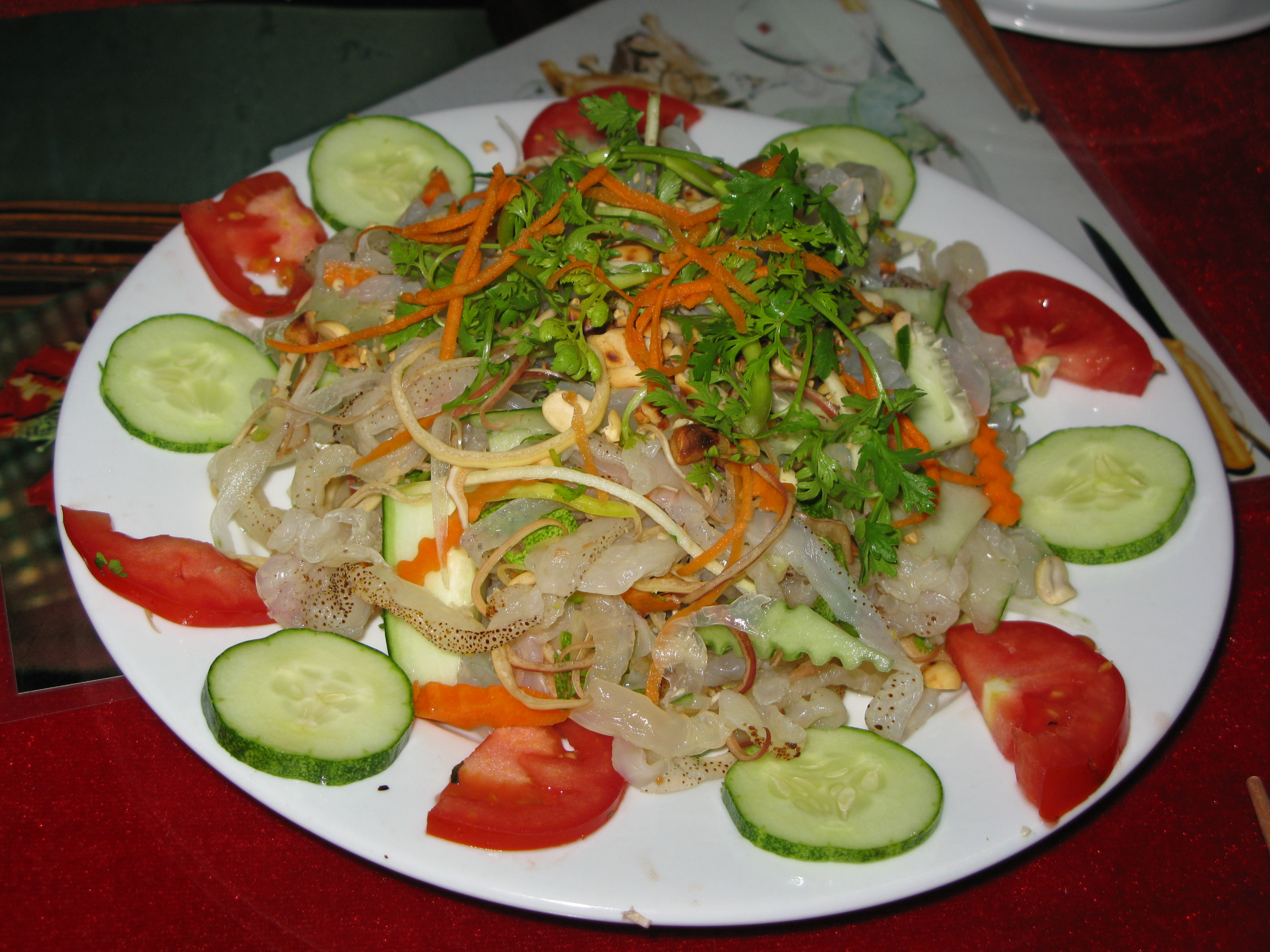
Ensalada de medusa
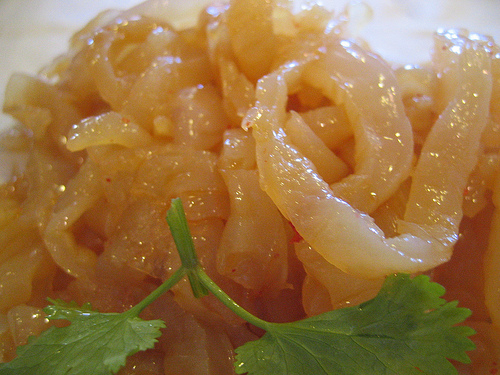
Plato de medusa estilo cantonés